# Scriptaphyosemion fredrodi
 Scriptaphyosemion fredrodi és una espècie de peix de la família dels aploquèilids i de l'ordre dels ciprinodontiformes.

## Morfologia
Els mascles poden assolir els 4,3 cm de longitud total.

## Distribució geogràfica
Es troba a Àfrica: Sierra Leone.